# قدم زدن روی ابر با چشمان بسته
قدم زدن روی ابر با چشمان بسته نمایشنامه‌ای از محمد چرمشیر است، که به بازنویسی یادداشت‌های روزانه ویرجینیا وولف، نویسنده مشهور انگلیسی می‌پردازد. چرمشیر در این نمایشنامه به چهار روز از زندگی ویرجینیا وولف قبل از مرگش می‌پردازد.

## بن‌مایه
زبان، لحن، زاویه دید راوی (وولف) و شکل شکسته روایت، همه حکایت از این دارند که شخصیت ویرجینیا وولف، می‌خواهد سازنده یک جریان در هم ریخته و آشفته ذهنی باشد که داستانی همچون «قدم زدن روی…» را ساخته است. در طول اثر، شخصیت، روایت و روند اصلی داستان با یکدیگر، بلکه در طول، همچنان حرکت می‌کنند که جدایی‌ناپذیر و به‌هم چسبیده به‌نمایش درمی‌آیند.
در حقیقت «ویرجینیا وولف»، قبیل از وقوع حوادث و مشکلات و زخم‌های روحی و جسمی وارده از محیط بیرون، کاملاً آمادگی داشته که دست‌خوش نوعی اسارت، انزوا، سردی، ناچاری و رسیدن به انتها و خودکشی شده و داستان همراه با شخصیت او به‌شکلی کابوس‌وار و غیرمنتظم روایت شود. چیزی که به‌نظر جالب می‌آید، تلاش چرمشیر برای جدایی اثر از جریان سیال ذهن، نسبت به حالات نامتعادل روحی و روانی وولف است. او می‌کوشد با طرح نمایش برای یک نفر، متن را از شکل سیال و ذهنی دور کرده و به شکل چندگانه و درهم شکسته درآورد.

## اجرا
قدم زدن روی ابر با چشمان بسته در اردیبهشت ۱۳۸۵، با کارگردانی آروند دشت‌آرای و با نقش‌آفرینی هدا ناصح، رضا بهبودی، ستاره پسیانی در تالار قشقایی مجموعه تئاتر شهر به‌روی صحنه رفت. این نمایش پیش از آن در بخش کارهای تجربی بیست و چهارمین جشنواره تئاتر فجر در کارگاه نمایش اجرا شده بود.